# Cathormion rhombifolium
Cathormion rhombifolium là một loài thực vật có hoa trong họ Đậu. Loài này được (Benth.) Keay miêu tả khoa học đầu tiên năm 1953.